# Johann Burckhardt Mencke

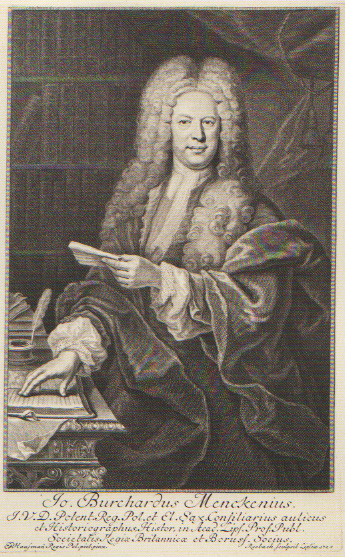
Johann Burkhardt Mencke

Johann Burkhardt Mencke, född 8 april 1674 i Leipzig, död där 1 april 1732, var en tysk historiker; son till Otto Mencke och far till Friedrich Otto Mencke.
Mencke blev 1699 professor i historia vid Leipzigs universitet. Han redigerade efter faderns död "Acta Eruditorum", utgav bland annat Scriptores rerum germanicarum, præcipue saxonicarum (tre band, 1728–30) och blev ryktbar genom två satiriska tal De charlataneria eruditorum (1713 och 1715), som vann stor spridning på flera språk. Hans dikter utgavs i två band 1705.  